# Милоевич, Владан
Владан Милоевич (серб. Vladan Milojević; род. 9 марта 1970, Аранджеловац) — югославский футболист и футбольный тренер.

## Карьера

### Игровая
Воспитанник молодёжной команды белградской «Црвены звезды». Профессиональную карьеру начал в 1989 году в команде «Бечей» из одноимённого города. Выступал за ряд югославских и греческих клубов. Завершил выступления в 2004 году в «Акратитосе». Всего в чемпионате Греции сыграл 177 матчей за 8,5 сезонов.

### Тренерская
С февраля 2008 года работал в академии «Ираклиса». Первый опыт самостоятельной тренерской работы случился у Милоевича в юношеских командах «Црвены звезды». В 2011 году он стал наставником «Явора». С 2015 по 2017 год работал на Кипре и в Греции. 5 июня 2017 года был назначен главным тренером «Црвены звезды», где сменил Миодрага Божовича.